# Kia Rhino
Der Kia Rhino war ein zwischen 1988 und 2003 produzierter Lkw von Kia Motors. Durch die Fusion mit der Hyundai Motor Company zur Hyundai Kia Automotive Group wurde das Modell durch den Hyundai Mega Truck ersetzt.

## 1. Generation (1988–1998)

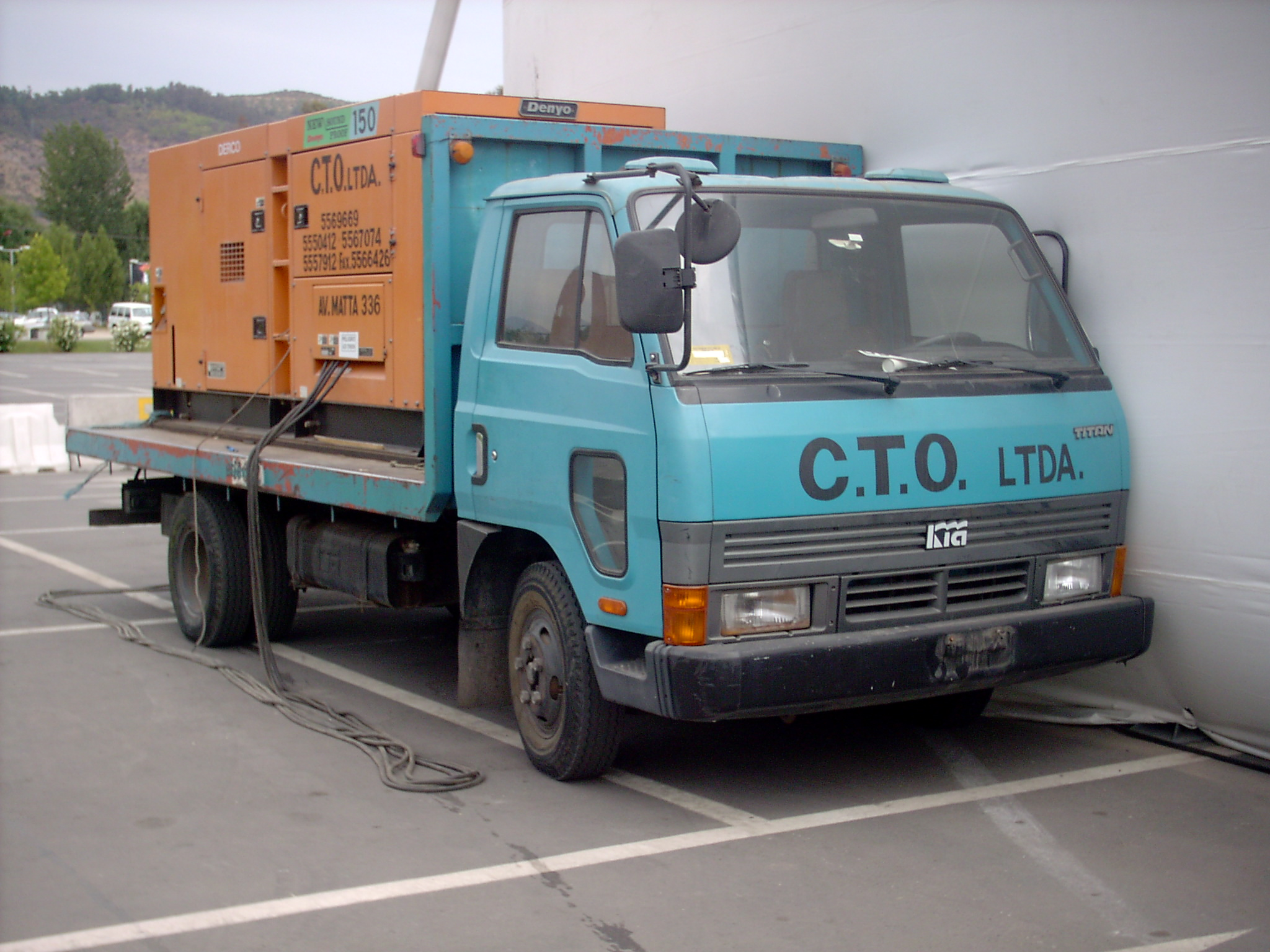
Kia Rhino I

Der Rhino der 1. Generation war ein Badge-Engineering Modell des Hino Ranger III, jedoch mit einem Asia-H07C-6728-cm³-Dieselmotor des Asia Grandbird. Die Produktion des Hino Ranger III wurde 1989 in Japan beendet. Nachdem zuerst die Rhino Modelle als Rohkarosserie aus der indonesischen Produktion des Hino Ranger geliefert wurden, erwarb Kia die japanischen Fertigungsanlagen des Hino Ranger III und baute den Rhino ab 1990 komplett in Südkorea. Ab 1992 baute Kia jedoch eigene Dieselmotoren aus dem Kia Titan ein.

## 2. Generation (1998 bis 2003)
1998 erschien ein neues Modell, wiederum auf Basis des Hino Ranger. Hierbei erhielt der Rhino II die bereits seit 1989 gebaute Karosserie des Hino Ranger IV, mit anderen Scheinwerfern und horizontalem statt vertikalen Kühlergrill. Zu dieser Zeit wurde der Ranger bereits in modernisierter Version gebaut. Als Motor wurde der Hino-H07D mit 7412 cm³ eingesetzt, den auch der Ranger hatte. 2000 wurde das Design der Front an das des modernisierten Ranger angepasst. Nach der Fusion mit der Hyundai Motor Company zur Hyundai Kia Automotive Group wurde beschlossen, alle Nutzfahrzeuge von Kia und Asia Motors oberhalb des Kia Bongo einzustellen oder als Hyundai zu vermarkten. Somit endete die Produktion des Rhino Ende 2003 und der Hyundai Mega Truck wurde der Nachfolger.